# Illes Senkaku

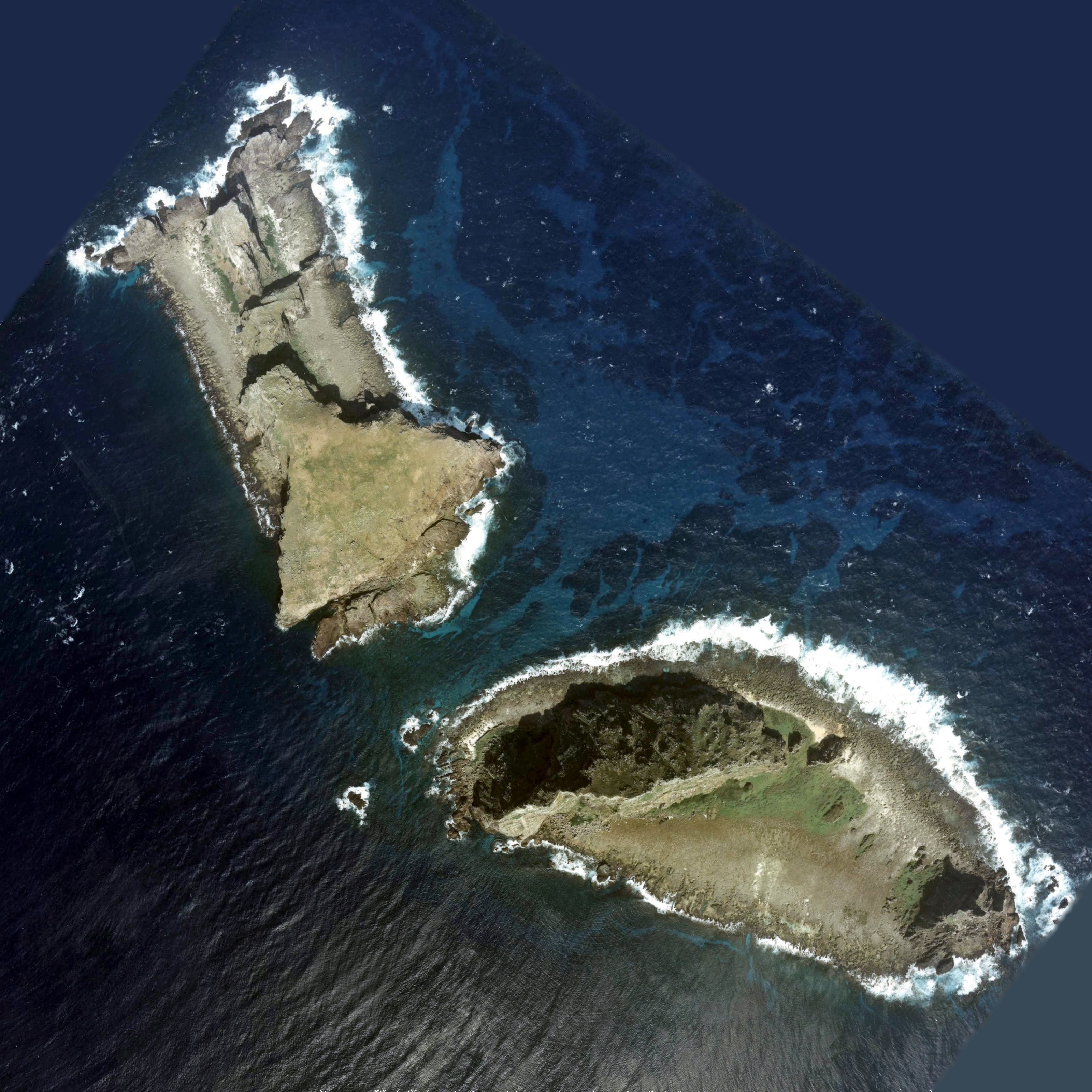
Les illes Kitakojima (esquerra) i Minamikojima.

Les Illes Senkaku (en japonès:尖閣諸島|Senkaku-Shotō o Diaoyutai, en xinès: 釣魚台及其附屬島嶼 釣魚台列島 Diàoyútái Lièdǎo) són un grup d'illes situades en l'extrem occidental de l'arxipèlag japonès que estan disputades entre el Japó, la Xina i Taiwan des de fa desenes d'anys.

## Història
Japó després d'abolir i annexionar-se el Regne de Ryukyu (actualment, prefectura d'Okinawa) l'any 1879, va exercir més influència sobre els territoris amb els quals limitava, de fet, després de la victòria sobre la Xina en la Primera guerra sinojaponesa 1894-1895 va prendre possessió dels territoris de l'illa de Taiwan i els seus arxipèlags adjacents.
El 1895 Japó prengué el control de les illes Senkaku/Diaoyu. Sota l'administració japonesa, de 1895 a 1940, hi va haver una fàbrica de katsuobushi (bonítol assecat) i s'hi van establir prop de 200 residents japonesos a les illes. Amb el final de la Segona Guerra Mundial aquestes illes passaren a estar sota el control dels països aliats, en un moment en el qual la Xina estava dins una guerra civil. Els Estats Units van administrar les illes i la seva Marina utilitzà Kuba-jima i Taisho-jima com a zones de maniobra militar. El 1971, descobriren la possibilitat de reserves de gas i petroli; aleshores la Xina i Taiwan començaren a reclamar-ne el dominium de l'arxipèlag. El 1972, l'arxipèlag d'Okinawa va ser tornat al Japó i junt amb ells els Estats Units cediren al Japó l'administració de les illes Senkaku/Diaoyu.
El 1978, un grup nacionalista japonès, Nihonseinensha, amb la protesta de la Xina i Taiwan, construí un far a Uotsuri Jima, que el govern japonès, el 2005, el va prendre sota el seu control.
El 7 d'octubre de 1996 alguns manifestants col·locaren les banderes de República de la Xina (Taiwan) i la República Popular Xina en l'illa principal, però posteriorment van ser evacuats pels japonesos.
El setembre de 2012 el govern del Japó anuncià la compra, feta a ciutadans japonesos, de tres de les illes, cosa que provocà reaccions per part de la Xina i Taiwan. Xina va enviar dos vaixells (dues patrulleres) fins a uns 400 metres de les illes, situant-lo ja en aigües jurisdiccionals japoneses. El govern va anunciar que es preparessin per a una possible guerra

## Geografia
- Àrea insular total: 7 km²
- Població: 0
- Coordenades: 25° 58′ - 25° 41′ 45″ N, 123° 27′ 45″ - 124° 41′ 30″ E

L'arxipèlag està format per cinc illes volcàniques:
- Uotsuri-shima (魚釣島) o Diaoyu Dao (釣魚島本島 o 主島): 4,319 km²
- Kuba-shima (久場島) o Huangwei Yu (黃尾嶼 "Cua Groga"): 1,08 km²
- Taishō-tō (大正島) o Chiwei Yu (赤尾嶼 "Cua Roja")
- Kita Kojima o Beixiao Dao (北小島 "Illot del Nord")※
- Minami Kojima o Nanxiao Dao (南小島 "Illot del Sud")※

Y tres penyals :
- Okino Kitaiwa (沖ノ北岩 "Penyal Septentrional del Mar Obert")
- Okino Minamiiwa (沖ノ南岩 "Penyal Meridional del Mar Obert")
- Tobise (飛瀬)

※ El nom japonès provés del nom en xinès

⊕ El nom xinès prové del nom japonès
Les illes es troben a 140 km de l'illot Pengjia, Taiwan, estan a 170 km del nord de l'illa Ishigaki, Japó.

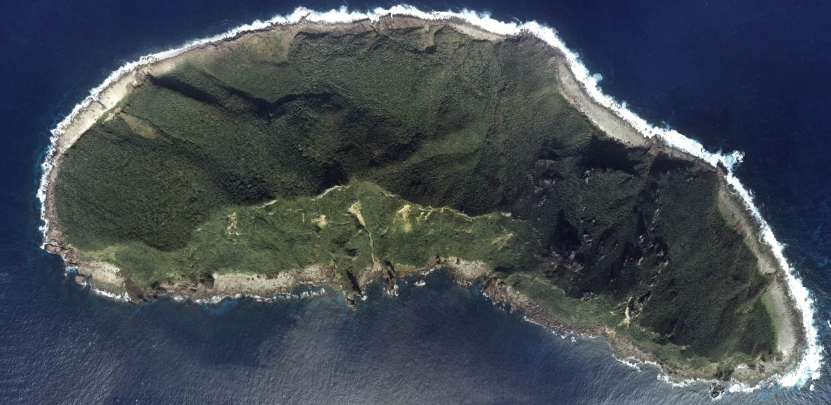
Vista aèria de Diaoyu Dao, o Diaoyu Tai Jima Uotsuri.

Diaoyu Dao/Uotsuri Jima, l'illa més grossa, té un gran nombre d'espècies endèmiques com Mogera uchidai (talp de Senkaku) i les formigues Okinawa-kuro-oo-ari, però aquestes espècies estan amenaçades per cabres domèstiques introduïdes a l'illa l'any 1978, actualment n'hi ha més de 300.